# بدون توقف (فیلم ۲۰۱۴)
بدون توقف (به انگلیسی: Non-Stop) فیلمی اکشن-رمزآلود-هیجانی، به کارگردانی ژائومه کولت-سرا است. از ستارگان این فیلم می‌توان به لیام نیسون و جولیان مور اشاره کرد.
این فیلم در ۲۸ فوریهٔ ۲۰۱۴ در ایالات متحدهٔ آمریکا به نمایش درآمد.این فیلم یکی از مورد تحسین ترین فیلم های لیام نیسون است .

## خلاصه داستان
بیل مارکس (نیسون) یک مارشال نیروی هوایی فدرال ورشکسته و الکلی است که زندگی‌اش در حال فروپاشیدن است. بیل در آخرین سفر هوایی‌اش با موقعیتی تروریستی مواجه می‌شود. شخصی بی‌نام از طریق ایمیل برای او پیامی می‌فرستد و در آن تهدید می‌کند که اگر ۱۵۰ میلیون دلار به حسابی واریز نشود، هر ۲۰ دقیقه یک نفر از افراد داخل هواپیما کشته خواهد شد….

## آمار فروش
این فیلم در بیش از ۳٬۰۹۰ سینما در ایالات متحده و کانادا به نمایش درآمده‌است. فروش این فیلم در روزهای اولِ اکران به ۱۰ میلیون دلار رسید، و در هفتهٔ اولِ اکران، با کسب ۲۸ میلیون دلار، رتبهٔ نخست را کسب کرد. این فیلم در کل ۲۲۳ میلیون دلار فروش داشته‌است.

## تولید
این فیلم در استودیو یونیورسال استودیوز ضبط شده و به بهره‌برداری رسیده‌است.

## بازیگران
- لیام نیسون در نقش بیل مارکس
- جولیان مور در نقش جن سامرز
- اسکوت مک‌نری در نقش تام بوون
- میشل داکری در نقش نانسی
- نیت پارکر در نقش زک وایت
- جیسون باتلر هارنر در نقش کایل رایس
- لوپیتا نیونگو در نقش گوئم
- انسون مونت در نقش جک هموند
- بار پالی در نقش آیریس ماریان
- کوری استول در نقش آستین
- کوری هاکینز در نقش ترویس میچل
- کوئینتین مک‌کولگان در نقش بِکا
- عمر متولی در تقش دکتر فهیم نصیر
- شیا ویگهام در نقش عامل مارینیک
- جان آبراهامز در نقش دیوید نورتون
- ادواردو کوستا